# Chiril Popescu
Chiril Popescu (n. 8 decembrie 1922, Sobari, județul Soroca, Basarabia – d. 18 aprilie 2007, Iași) este un agronom român, specialist în fitotehnie și agrofitotehnie pe terenuri ameliorate, profesor universitar, doctor docent în științe agricole. A contribuit semnificativ la crearea și dezvoltarea disciplinei de agrofitotehnie pentru terenurile ameliorate în învățământul superior tehnic și agricol din România.

## Biografie

### Copilărie și educație
Chiril Popescu s-a născut la 8 decembrie 1922, în localitatea Sobari, județul Soroca, Basarabia (actualmente în Republica Moldova), într-o familie de agricultori. A urmat școala primară în satul natal, iar studiile liceale le-a efectuat în orașul Soroca, unde a absolvit cu bacalaureat în anul 1941.
În condițiile dificile cauzate de cel de-al Doilea Război Mondial, a susținut în 1943 examenul de admitere la Facultatea de Agronomie din Iași. Studiile sale au fost marcate de evacuarea facultății în timpul războiului și revenirea la Iași în 1945, într-o perioadă de mari lipsuri materiale. În ciuda acestor greutăți, a absolvit în 1948, obținând diploma de inginer agronom cu distincția "Magna cum laude".

### Carieră profesională
Imediat după absolvire, a fost remarcat de profesorul N. Zamfirescu, care l-a selectat pentru postul de asistent suplinitor la disciplina de Fitotehnie. După trei ani de activitate, a fost avansat la funcția de șef de lucrări, iar la vârsta de doar 29 de ani, preda deja cursul de Fitotehnie la Facultatea de Horticultură, activitate pe care a desfășurat-o timp de 10 ani.
Parcursul său profesional a inclus:
- Asistent suplinitor la disciplina de Fitotehnie, Facultatea de Agronomie Iași (1948-1951)
- Șef de lucrări la Facultatea de Agronomie Iași (1951-1954)
- Predarea cursului de Fitotehnie la Facultatea de Horticultură (1951-1961)
- Predarea cursului de Agrofitotehnie la Facultatea de Îmbunătățiri Funciare din Iași
- Conferențiar la Institutul Politehnic Iași, după transferarea Facultății de Îmbunătățiri Funciare
- Secretar științific al Consiliului Facultății de Hidrotehnică (până în 1968)
- Profesor la Facultatea de Mecanică Agricolă din Iași, unde a predat cursul de Agrofitotehnie și Horticultură
- Profesor la Facultatea de Științe Economice a Universității din Iași, unde a predat un curs de Tehnologie agricolă
- Profesor universitar titular (din anii 1970)
- Șef al Catedrei de Agricultură din cadrul Institutului Politehnic Iași (din 1981)

În 1974 a obținut titlul de doctor docent în științe agricole, în fața unei comisii formate din personalități marcante ale științei agricole românești: N. Zamfirescu, Vlad Ionescu-Șișești, M. Răvăruț, Gh. Timariu și V. Velican.

## Activitate științifică
Activitatea științifică a profesorului Chiril Popescu s-a axat pe domeniul agrofitotehniei terenurilor ameliorate, aducând contribuții semnificative la îmbogățirea tehnologiilor de cultivare a plantelor în condiții de ameliorare a solului. Principalele direcții de cercetare au fost:
Utilizarea rațională a îngrășămintelor
A debutat în cercetare cu teza de doctorat "Contribuții la problema utilizării raționale a superfosfatului ca îngrășământ pentru cereale", elaborată sub îndrumarea profesorului N. Zamfirescu și susținută public în anul 1955. A studiat ulterior efectele diferitelor tipuri de îngrășăminte pe diverse tipuri de soluri, cu accent pe terenurile în pantă și terenurile ameliorate.
Agrotehnica terenurilor în pantă și a celor ameliorate
A dezvoltat tehnologii specifice pentru cultivarea plantelor pe terenurile în pantă, contribuind la combaterea eroziunii și valorificarea optimă a acestor suprafețe. A studiat comportarea diverselor culturi și soiuri în condițiile specifice ale terenurilor ameliorate prin lucrări de îmbunătățiri funciare.
Regimul hidric al solului și consumul de apă la diferite plante
A efectuat cercetări ample privind consumul de apă la diferite culturi agricole (porumb, soia, sfeclă de zahăr, fasole, mazăre, floarea-soarelui), stabilind perioadele optime de aplicare a udărilor în diverse zone pedoclimatice ale României. A studiat efectele irigației asupra producției și calității recoltelor.
Comportarea plantelor în condiții de stres hidric
A investigat capacitatea plantelor de a rezista la inundare temporară și posibilitățile de refacere după stres hidric. Aceste cercetări au relevat diferențele între specii și soiuri în ceea ce privește rezistența la excesul de umiditate, oferind soluții pentru zonele predispuse la inundații.
Culturi intercalate și succesive
A studiat eficiența culturilor intercalate (cartof cu porumb) și a culturilor succesive pentru furaj pe terenuri irigate, dezvoltând tehnologii adaptate condițiilor locale din diverse regiuni ale țării.
Calitatea produselor vegetale
În ultima parte a carierei, s-a orientat spre cercetări privind calitatea produselor vegetale, analizând compoziția chimică a acestora și factorii care o influențează, cu accent pe rolul regimului hidric și al fertilizării.
Opera sa științifică impresionantă cuprinde:
- 110 lucrări științifice publicate în reviste și anale științifice de prestigiu
- 24 studii și referate științifice
- 8 cursuri universitare și cărți de specialitate
- 10 lucrări pe bază de contract cu aplicabilitate directă în producție
- 30 de recenzii ale unor importante lucrări de specialitate
- Coordonarea a 23 de teze de doctorat

## Lucrări
Profesorul Chiril Popescu a publicat numeroase lucrări științifice și didactice, dintre care cele mai reprezentative sunt:
Cărți și cursuri universitare
- Agrofitotehnia terenurilor ameliorate (3 volume), Institutul Politehnic Iași, 1975
- Agrofitotehnia, Editura Didactică și Pedagogică, București, 1983
- Horticultura (cultura plantelor horticole pe terenuri ameliorate), Institutul Politehnic Iași, 1981
- Agrofitotehnia și horticultura (cultura plantelor pe terenuri ameliorate), Institutul Politehnic Iași, 1983
- Calitatea produselor vegetale, Editura Fundația Chemarea, Iași, 1996
- Apa și producția vegetală, 1998

Lucrări științifice reprezentative
- Contribuțiuni la problema utilizării raționale a superfosforului ca îngrășământ pentru cereale, Teză de doctorat, Institutul Agronomic "N. Bălcescu", București, 1959
- Contribuțiuni la problema influenței iodului și ferului asupra producției la floarea-soarelui, Lucrările științifice ale Institutului Agronomic Iași, 1959
- Comportarea fasolei îngrășată cu superfosfat ca premergătore pentru cereale, Academia R.S.R. Filiala Iași, Studii și cercetări științifice, 1960
- Acțiunea câmpurilor magnetice asupra câtorva soiuri de grâu, Buletinul Institutului Politehnic Iași, 1967
- Cultura intercalată a cartofului cu porumbul, Buletinul Institutului Politehnic Iași, 1970
- Influența îngrășămintelor asupra producției și consumului de apă la câteva plante furajere, 1969
- Comportarea la inundare a porumbului, Lucrările sesiunii științifice jubiliare, Facultatea de Hidrotehnică, 1978
- Capacitatea de refacere a unor soiuri de soia după inundare, 1978
- Optimizarea regimului hidric al solului, Cercetări agronomice în Moldova, 1986
- Chimizarea agriculturii și protecția mediului, 1988
- Consumul de apă la câteva culturi agricole și eficiența valorificării sale în unele zone din țară, Academia Română, Memoriile Secțiilor Științifice, 1991

## Contribuții la învățământul superior
Profesorul Chiril Popescu a avut o contribuție majoră la dezvoltarea învățământului superior agricol și tehnic din România:
Introducerea și dezvoltarea disciplinelor de Agrofitotehnie
A creat și dezvoltat disciplina de Agrofitotehnie a terenurilor ameliorate, predând-o la Facultatea de Îmbunătățiri Funciare și ulterior la Facultatea de Hidrotehnică din cadrul Institutului Politehnic Iași. A adaptat conținutul acestei discipline pentru Facultatea de Mecanică Agricolă și Facultatea de Științe Economice, facilitând înțelegerea problematicii agricole de către studenții cu profil tehnic și economic.
Elaborarea de materiale didactice
A redactat opt ediții de cursuri universitare la specialitatea Agrofitotehnie, cu accent pe cultura plantelor pe terenurile ameliorate prin lucrări de îmbunătățiri funciare. Cursul său de Agrofitotehnia terenurilor ameliorate, publicat în trei volume în 1975, a reprezentat prima lucrare completă de acest tip din învățământul superior românesc.
Formarea specialiștilor
A coordonat 23 de teze de doctorat în domeniul Îmbunătățiri funciare (Agrotehnica terenurilor ameliorate), contribuind la formarea unei noi generații de specialiști în acest domeniu. A participat ca membru în peste 30 de comisii de doctorat în diverse centre universitare din țară.
Organizarea bazei materiale
La transferarea Facultății de Îmbunătățiri Funciare la Institutul Politehnic Iași, a organizat laboratorul pentru activitatea didactică și de cercetare științifică, un câmp de demonstrație și experimental, o casă de vegetație și alte facilități necesare desfășurării procesului educațional.

## Premii și recunoaștere
Din documentele disponibile nu se cunosc detalii specifice despre premiile primite de profesorul Chiril Popescu, dar activitatea sa a fost recunoscută prin:
- Obținerea titlului de doctor docent în științe agricole (1974)
- Numirea ca șef al Catedrei de Agricultură din cadrul Institutului Politehnic Iași (1981)
- Aprecierea lucrărilor sale științifice prin publicarea în cele mai prestigioase reviste de specialitate din țară
- Invitarea în delegații care au efectuat vizite de studii în Iugoslavia (1967), Italia (1969) și Germania (1975)

## Recunoaștere internațională
Profesorul Chiril Popescu a participat la schimburi de experiență și vizite de studii în diverse țări europene, inclusiv Iugoslavia (1967), Italia (1969) și Germania (1975), ceea ce i-a permis să se familiarizeze cu tehnologiile agricole avansate din aceste țări și să le adapteze la condițiile din România.
Unele dintre lucrările sale au fost publicate în limbi de circulație internațională, precum franceza, facilitând diseminarea rezultatelor cercetărilor sale în comunitatea științifică internațională.

## Contribuții suplimentare
Pe lângă activitatea științifică și didactică, profesorul Chiril Popescu s-a remarcat prin:
Aplicarea rezultatelor cercetării în producția agricolă
A dezvoltat și implementat tehnologii adaptate pentru diverse tipuri de terenuri ameliorate, contribuind la creșterea producției agricole pe aceste suprafețe. Lucrările sale pe bază de contract cu unități agricole au oferit soluții practice pentru probleme specifice din diferite regiuni ale țării.
Preocuparea pentru calitatea produselor agricole și protecția mediului
În ultimele decenii de activitate, a acordat o atenție deosebită aspectelor legate de calitatea produselor agricole și impactul practicilor agricole asupra mediului, publicând lucrări precum "Chimizarea agriculturii și protecția mediului" (1988) și "Calitatea produselor vegetale" (1996).
Mentoratul și formarea tinerilor specialiști
A fost apreciat pentru calitățile sale pedagogice și pentru relația apropiată cu studenții. Ținuta sa demnă, atitudinea caldă și sfaturile valoroase au influențat pozitiv numeroase generații de studenți și doctoranzi, inspirându-i spre performanță profesională.
Contribuția la valorificarea potențialului agricol al terenurilor problematice
Cercetările sale au oferit soluții pentru valorificarea agricolă a terenurilor considerate anterior marginale sau dificil de cultivat, cum ar fi terenurile în pantă, cele cu exces de umiditate sau cele afectate de inundații temporare.
Profesorul Chiril Popescu reprezintă un exemplu remarcabil al contribuției basarabenilor refugiați în România după al Doilea Război Mondial la dezvoltarea științei și învățământului românesc, demonstrând capacitatea de adaptare și angajamentul pentru progresul țării care i-a oferit oportunitatea de a-și valorifica potențialul intelectual.